# پتروچوری
پتروچوری (به یونانی: Πετροχώρι) روستایی در جنوب غربی جزیره لاکدمونی ، و در کنار دریای یونان قرار دارد . پتروچوری یکی از نبردگاه‌های یونانی‌ها در برابر عثمانی‌ها در سال ۱۸۲۵ برای استقلال یونان بود . پتروچوری روستایی توریستی به حساب می‌آید پلاژ پتروچوری یک ساحل برهنگی در یونان شناخته می‌شود . 